# Bitumen
Bitumen je zmes naravnih ali industrijsko pridobljenih ogljikovodikovih spojin. Nastane iz nafte naravno ali umetno pri postopku destilacije. Bitumen je osnova asfalta.
Naravni bitumen je snov, podobna katranu, ki je izredno gosta in ima visoko viskoznost. Utekočini se šele segreta ali razredčena. Pri sobni temperaturi je snov podobna hladni melasi.
Bitumen vsi poznamo kot asfalt. Bitumen je zelo priljubljen gradbeni material. Je visokokakovosten, okolju prijazen gradbeni material. Ne raztopi se v vodi in je izjemno odporen na večino učinkov organskih soli, agresivnih voda, ogljikovih kislin in alkalij. Bitumen odlikuje izjemna odpornost na vremenske razmere, elastičnost in odpornost na vodo.
Ekstremne temperaturne razlike med poletjem in zimo, podnevi in ponoči, podnebne razmere, kot so velika izpostavljenost soncu, dežju, toči, ledu itd. za bitumen ne predstavljajo težav. Material je izredno elastičen in prožen. Zato je bitumen ena izmed najboljših rešitev v gradbeništvu za zaščito tal, temeljev in streh pred vdorom vode.